# Уатабампо
Уатабампо (исп. Huatabampo) — город в Мексике, штат Сонора, входит в состав одноимённого муниципалитета и является его административным центром. Численность населения, по данным переписи 2020 года, составила 30 324 человека.

## Топонимика
Название Huatabampo происходит из языка индейцев майо и его можно перевести как — ива в воде.

## История
Поселение было основано в мае 1890 года переселенцами из затопленных деревень, расположенных вблизи вышедшей из берегов реки Майо.
В 1898 году посёлок становится административным центром муниципалитета, а в 1927 году ему был присвоен статус города.

## Города-побратимы
- США, Гардина[5].